# Dracophyllum urvilleanum
Dracophyllum urvilleanum är en ljungväxtart som beskrevs av Achille Richard. Dracophyllum urvilleanum ingår i släktet Dracophyllum och familjen ljungväxter. Inga underarter finns listade i Catalogue of Life.